# Gols
Gols (węg. Gálos) – gmina targowa w Austrii, w kraju związkowym Burgenland, w powiecie Neusiedl am See. Według Austriackiego Urzędu Statystycznego liczyła 3,74 tys. mieszkańców (1 stycznia 2014).

## Współpraca
Miejscowości partnerskie:
- Bozca, Turcja
- Ergenzingen – dzielnica Rottenburg am Neckar, Niemcy